# Míriam Tortosa
Míriam Tortosa   (Barcelona, 9 de setembre de 1984) és una actriu catalana. ha treballat en sèries de televisió com El comisario, El cor de la ciutat, Sin tetas no hay paraíso i La ratjada.